# Giải Caccioppoli
Giải Caccioppoli là một trong 3 giải thưởng của Hội liên hiệp Toán học Ý, được trao mỗi 4 năm cho một nhà toán học Ý dưới 39 tuổi có đóng góp xuất sắc trong lãnh vực toán học.
Giải được đặt theo tên nhà toán học Ý Renato Caccioppoli và được trao nhân dịp hội nghị của Hội liên hiệp Toán học Ý. Ở giai đoạn đầu, giải được trao mỗi 2 năm.

## Các nhà toán học đoạt giải
- 1960 Ennio de Giorgi
- 1962 Edoardo Vesentini
- 1964 Emilio Gagliardo
- 1966 Enrico Bombieri
- 1968 Mario Miranda
- 1970 Claudio Baiocchi
- 1974 Alberto Tognoli
- 1978 Enrico Giusti
- 1982 Antonio Ambrosetti
- 1986 Corrado De Concini
- 1990 Gianni Dal Maso
- 1994 Nicola Fusco
- 1998 Luigi Ambrosio
- 2002 Giovanni Alberti
- 2006 Andrea Malchiodi
- 2010 Giuseppe Mingione (Đại học Parma)